# Michael Snow (abogado)
Michael Snow (Pfullendorf, Alemania, 22 de enero de 1974) es un abogado de Seattle, fue presidente del Consejo de Administración de la Fundación Wikimedia (2008–2010). Fue elegido el 17 de julio de 2008, tras haber sido nombrado para el Consejo en febrero. Snow es usuario de Wikipedia desde diciembre de 2003. Es también bibliotecario de la Wikipedia en inglés y fundador del periódico de la comunidad de esa Wikipedia, The Signpost. En 2006 Snow trabajó como portavoz de la Fundación Wikimedia.